# Serrat de Guiau
El Serrat de Guiau és una muntanya de 846 metres que es troba al municipi de Lluçà, a la comarca d'Osona.